# Ormdalen
Ormdalen är ett naturreservat i Skinnskattebergs kommun i Västmanlands län.
Området är naturskyddat sedan 2013 och är 35 hektar stort. Reservatet omfattar en dalgång kring en bäck nedanför höjden Ormdalsåsen. Reservatet besår av tjärnen Ormputten och äldre granskog och blandskog med lövsumpskog och gransumpskog i de fuktigare delarna. 